# Nada Abbas
Pour les articles homonymes, voir Abbas.
Nada Abbas , née le 28 mai 2000 au Caire, est une joueuse professionnelle de squash représentant l'Égypte. Elle atteint en juin 2022 la 12e place mondiale sur le circuit international, son meilleur classement.

## Biographie
Dès l'âge de 15 ans, elle est sur le circuit professionnel et après avoir perdu sa première finale face à la Belge Nele Gilis, elle remporte la semaine suivante son premier titre face à Birgit Coufal. Elle provoque une énorme surprise lors du British Open 2017 quand sortie des qualifications, elle bat au premier tour la double championne du monde junior en titre, finaliste l'année précédente et 4e joueuse mondiale Nouran Gohar,. Elle rentre dans le top 50 pour la première fois en 2017 et en juin 2020 dans le top 20.

## Palmarès

### Finales
- Carol Weymuller Open : 2025